# Alice McKennis
Alice McKennis (ur. 18 sierpnia 1989 w Glenwood Springs) – amerykańska narciarka alpejska specjalizująca się w konkurencjach szybkościowych.

## Kariera
Na arenie międzynarodowej po raz pierwszy pojawiła się 17 sierpnia 2004 roku w Coronet Peak, gdzie w zawodach FIS Race zajęła dziewiąte miejsce w gigancie. W 2008 roku wystartowała na mistrzostwach świata juniorów w Formigal, gdzie zajęła między innymi dziewiąte miejsce w zjeździe i trzynaste w kombinacji. Na rozgrywanych rok później mistrzostwach świata juniorów w Garmisch-Partenkirchen zajęła czwarte miejsce w zjeździe, dwunaste w supergigancie, a giganta ukończyła na 39. pozycji.
W zawodach Pucharu Świata zadebiutowała 5 grudnia 2008 roku w Lake Louise, zajmując 51. miejsce w zjeździe. Pierwsze pucharowe punkty wywalczyła blisko rok później, 4 grudnia 2009 roku w Lake Louise, zajmując osiemnaste miejsce w tej samej konkurencji. Pierwszy raz na podium zawodów PŚ stanęła 12 stycznia 2013 roku w St. Anton, wygrywając zjazd. W zawodach tych wyprzedziła Włoszkę Danielę Merighetti i Austriaczkę Annę Fenninger. W kolejnych startach jeszcze jeden raz stanęła na podium: 14 marca 2018 roku w Åre była trzecia w zjeździe. W sezonie 2012/2013, kiedy to zajęła 41. miejsce w klasyfikacji generalnej, a w klasyfikacji zjazdu była dziesiąta.
W 2010 roku wystartowała na igrzyskach olimpijskich w Vancouver, gdzie nie ukończyła zjazdu. W tej samej konkurencji wystąpiła także na mistrzostwach świata w Schladming, kończąc rywalizację na siedemnastej pozycji. Podczas rozgrywanych w 2018 roku igrzyskach olimpijskich w Pjongczangu była piąta w zjeździe i szesnasta w supergigancie.
W kwietniu 2021 r. ogłosiła zakończenie kariery.

## Osiągnięcia

### Igrzyska olimpijskie
| Miejsce | Dzień     | Rok  | Miejscowość | Konkurencja | Czas    | Strata | Zwyciężczyni  |
| ------- | --------- | ---- | ----------- | ----------- | ------- | ------ | ------------- |
| DNF     | 17 lutego | 2010 | Vancouver   | Zjazd       | 1:44,19 | –      | Lindsey Vonn  |
| 11.     | 17 lutego | 2018 | Pjongczang  | Supergigant | 1:21,11 | +1,09  | Ester Ledecká |
| 5.      | 21 lutego | 2018 | Pjongczang  | Zjazd       | 1:39,22 | +1,02  | Sofia Goggia  |

### Mistrzostwa świata
| Miejsce | Dzień     | Rok  | Miejscowość | Konkurencja | Czas zawodów | Strata | Zwyciężczyni   |
| ------- | --------- | ---- | ----------- | ----------- | ------------ | ------ | -------------- |
| 17.     | 10 lutego | 2013 | Schladming  | Zjazd       | 1:50,00      | +2,03  | Marion Rolland |

### Mistrzostwa świata juniorów
| Miejsce | Dzień     | Rok  | Miejscowość | Konkurencja | Czas biegu | Strata | Zwyciężczyni        |
| ------- | --------- | ---- | ----------- | ----------- | ---------- | ------ | ------------------- |
| 19.     | 23 lutego | 2008 | Formigal    | Supergigant | 1:40,19    | +3,91  | Viktoria Rebensburg |
| 9.      | 26 lutego | 2008 | Formigal    | Zjazd       | 1:50,13    | +2,43  | Ilka Štuhec         |
| 52.     | 28 lutego | 2008 | Formigal    | Slalom      | 1:33,85    | +17,98 | Bernadette Schild   |
| 49.     | 29 lutego | 2008 | Formigal    | Gigant      | 1:42,50    | +9,88  | Anna Fenninger      |
| 13.     | 29 lutego | 2008 | Formigal    | Kombinacja  | ?          | ?      | Anna Fenninger      |
| 39.     | 2 marca   | 2009 | Ga-Pa       | Gigant      | 2:45,81    | +12,29 | Viktoria Rebensburg |
| 12.     | 4 marca   | 2009 | Ga-Pa       | Supergigant | 1:19,80    | +2,61  | Viktoria Rebensburg |
| 4.      | 6 marca   | 2009 | Ga-Pa       | Zjazd       | 1:19,60    | +0,56  | Marine Gauthier     |

### Puchar Świata

#### Miejsca w klasyfikacji generalnej
- sezon 2009/2010: 59.
- sezon 2010/2011: 85.
- sezon 2011/2012: 61.
- sezon 2012/2013: 41.
- sezon 2014/2015: 56.
- sezon 2015/2016: 66.
- sezon 2016/2017: 79.
- sezon 2017/2018: 45.

#### Miejsca na podium w zawodach
1. St. Anton am Arlberg – 12 stycznia 2013 (zjazd) – 1. miejsce
2. Åre – 14 marca 2018 (zjazd) – 3. miejsce